# 남대문로

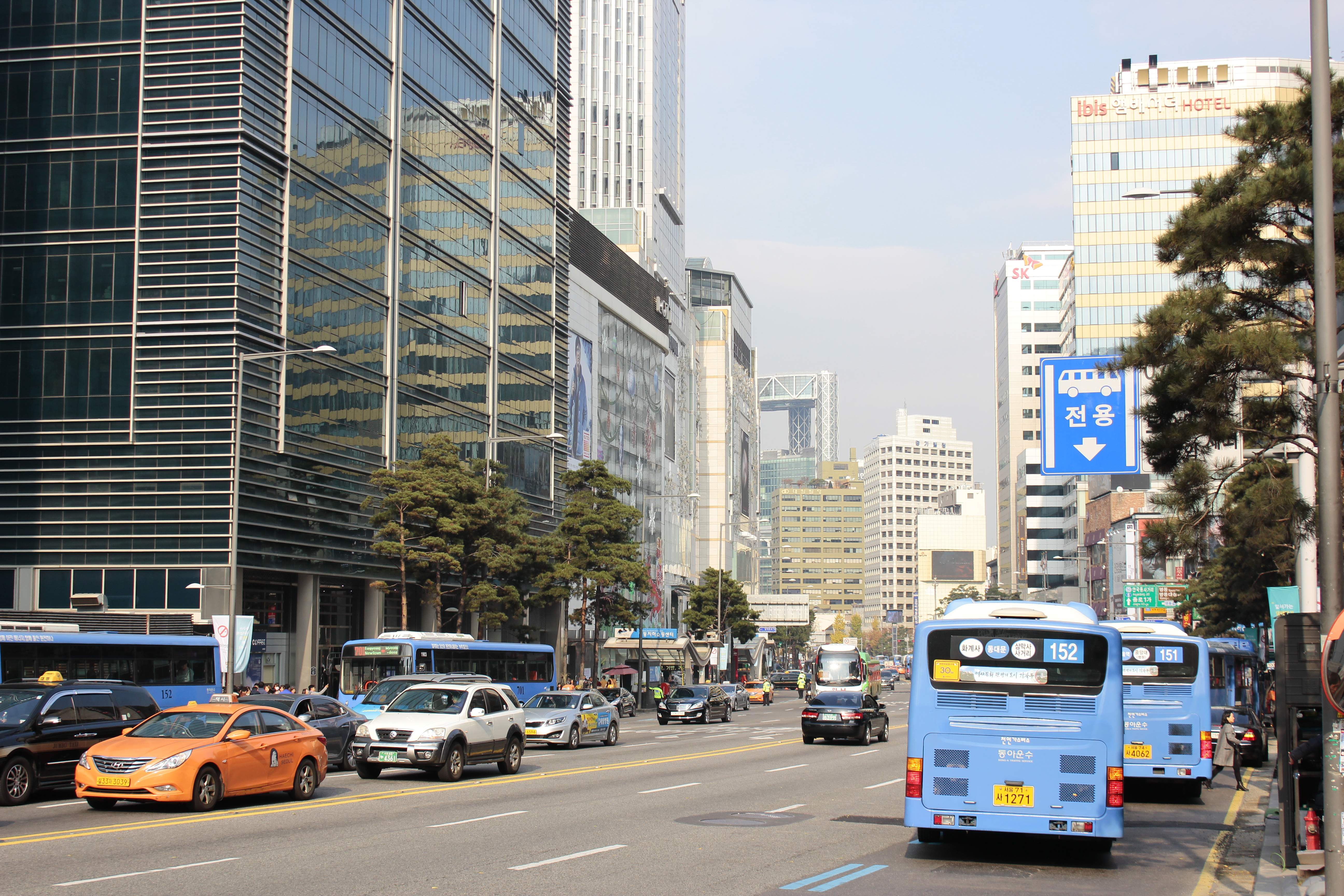
남대문로

남대문로(南大門路, Namdaemun-ro)는 서울특별시 중구 남대문로4가 16-1(숭례문교차로)에서 시작하여 남대문로1가 14-5(광교교차로)에서 끝나는 왕복 8차선 도로로, 총연장은 1,349 m이다. 이 도로는 기점인 국보 숭례문(崇禮門)의 별칭에서 도로명을 삼았다.
한국은행은 남대문로3가에, 서울남대문경찰서는 남대문로5가에 위치하고 있다.

## 역사

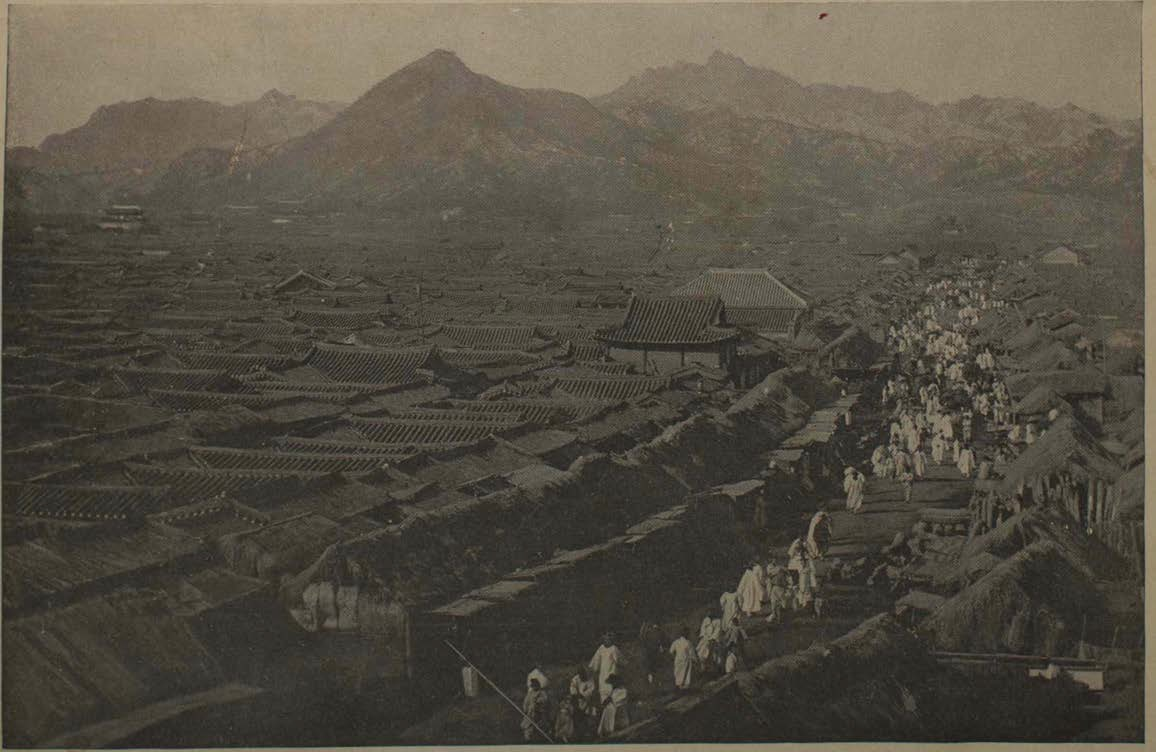
1894년의 모습

조선 시대 한양 천도 이후 500여 년 동안 주요 간선도로였으며, 태평로보다 먼저 발달하였다.
- 1914년 4월 1일 : 이곳의 도로를 남대문통(南大門通)으로 정함
- 1946년 10월 1일 : 일본식 동명정리 사업에 따라 남대문로(南大門路)로 바뀜
- 1978년 10월 28일 : 을지로1가~청계1가~종로1가 간 확장 공사 준공[1]
- 1984년 11월 7일 : 서울역~숭례문~을지로1가~청계1가~종로1가 간을 남대문로로 명명
- 2010년 4월 22일 : 서울역~숭례문 간을 세종대로에 편입하고, 청계1가~종로1가 간을 우정국로에 편입함[2]

## 법정동
- 남대문로1가: 광교교차로에서 우리은행종로지점(광통관)을 거쳐 을지로1가교차로까지
- 남대문로2가: 을지로1가교차로에서 한국은행앞교차로까지
- 남대문로3가: 한국은행 근처
- 남대문로4가: 숭례문 근처
- 남대문로5가: 숭례문에서 남대문경찰서까지

## 노선
- 숭례문 교차로 - 남대문시장 - 한국은행 사거리 - 롯데백화점 본점 - 을지로입구역 - 광교

## 경유지
서울특별시
- 중구 (남대문로4가 - 남대문로3가 - 남대문로2가 - 을지로1가 - 남대문로1가)

## 연결 도로
이 도로의 시작점인 서울역에서는 한강대로, 통일로, 세종대로가 만나고, 종점인 광교교차로에서는 우정국로가 접한다.

## 노선
| 교차로 · 교량   | 접속 노선       | 소재지          | 소재지          | 비고            |
| 세종대로와 직결 | 세종대로와 직결 | 세종대로와 직결 | 세종대로와 직결 | 세종대로와 직결 |
| --------------- | --------------- | --------------- | --------------- | --------------- |
| 숭례문          | 세종대로        | 중구            | 소공동          |                 |
| 숭례문          | 소월로          | 중구            | 소공동          |                 |
| 숭례문          | 칠패로          | 중구            | 소공동          |                 |
| 숭례문          | 남대문시장길    | 중구            | 소공동          |                 |
| 숭례문          | 세종대로5길     | 중구            | 소공동          |                 |
| 숭례문          | 세종대로7길     | 중구            | 소공동          |                 |
| 숭례문          | 세종대로9길     | 중구            | 소공동          |                 |
| 한국은행앞      | 소공로          | 중구            | 명동            |                 |
| 을지로1가       | 을지로          | 중구            | 명동            |                 |
| 광교            | 청계천로        | 중구            | 명동            |                 |
| 광교 (청계천)   |                 | 중구            | 명동            |                 |
| 우정국로와 직결 |                 |                 |                 |                 |

## 부속도로
- ● : 전 구간 해당
- ▲ : 일부 구간 해당
- ✖ : 해당 없음

| 도로명       | 기점             | 종점         | 총연장 (m) | 차량 통행 가능 | 일방통행 | 소재지 | 소재지 |
| ------------ | ---------------- | ------------ | ---------- | -------------- | -------- | ------ | ------ |
| 남대문로1길  | 남대문로4가 76-5 | 소공동 110   | 414        | ●              | ●        | 중구   | 소공동 |
| 남대문로5길  | 남대문로3가 110  | 북창동 1-1   | 299        | ●              | ●        | 중구   | 소공동 |
| 남대문로7길  | 소공동 7         | 소공동 87-1  | 238        | ●              | ●        | 중구   | 소공동 |
| 남대문로9길  | 을지로1가 101-1  | 을지로1가 32 | 313        | ●              | ●        | 중구   | 명동   |
| 남대문로10길 | 수하동 65-1      | 삼각동 7-1   | 378        | ▲              | ✖        | 중구   | 명동   |

## 사진

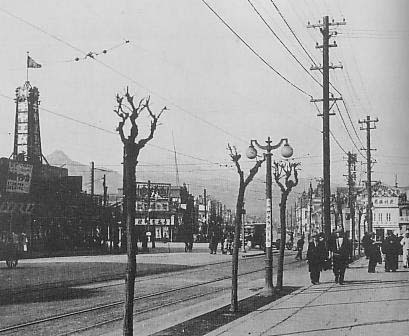
일제 시대의 남대문통
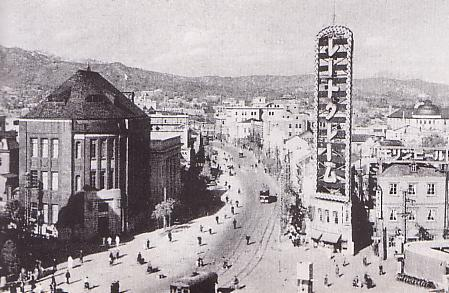
일제 시대의 남대문통

## 같이 보기
- 세종대로
- 숭례문